# مراد بخش
ميرزا محمد مراد بخش (9 أكتوبر 1624 – 14 ديسمبر 1661) كان أميرًا مغوليًا والابن الأصغر الباقي للإمبراطور المغولي شاه جهان والإمبراطورة ممتاز محل. كان صوبه دار بلخ، حتى استُبدل بأخيه الأكبر أورنكزيب في عام 1647.